# Nicky Kuiper
Nicky Kuiper est un footballeur néerlandais, né le 7 juin 1989 à Arnhem aux Pays-Bas. Il évolue comme défenseur.

## Palmarès
FC Twente
- Eredivisie
  - Champion (1) : 2010
- Trophée Johan Cruyff
  - Vainqueur (1) : 2010